# Луций Арунций (консул 22 пр.н.е.)
Вижте пояснителната страница за други личности с името Луций Арунций.
Луций Арунций (на латински: Lucius Arruntius; 60 пр.н.е. – 10 г.) е римски адмирал.

## Биография
Той участва през 43 пр.н.е. във войната със Секст Помпей, а след това се присъединява към Октавиан Август. В битката при Акциум той е командир на лявото крило на флотата на Август. Той се застъпва за помилването и освобождението на генерал Гай Сосий след неговото пленяване и след това го сдобрява отново с Октавиан.
Арунций е консул през 22 пр.н.е. заедно с Марк Клавдий Марцел Езернин. През 17 пр.н.е. Арунций е в колегията на 15 мъже за даване на жертвоприношения (Quindecimviri sacris faciundis).

## Деца
- Луций Арунций (консул през 6 г.)